# Station America (album)
Station America is een album van Rowwen Hèze. Het werd op cd uitgebracht door HKM/CNR in 1993 en kwam op 8 mei van dat jaar binnen in de Album Top 100. Daarin bleef het album 27 weken genoteerd, met als hoogste plaats de 16de positie.

## Achtergrond
Een centraal thema op het album zijn de verhalen van het dorp America waar zanger  Jack Poels is geboren, bezien vanaf het terrein van het voormalige spoorwegstation. Het nummer De zwarte plak verwijst naar het gehucht Zwarte Plak. Centraal in dit nummer staat de boerderij van Poels' opa, waar tijdens de Tweede Wereldoorlog een verzetsgroep haar kwartier had.
In verschillende recensies werden de teksten van Poels geroemd. Ook werd gesteld dat Rowwen Hèze met dit album definitief het imago van "feestband" achter zich had gelaten. De band zou vanaf nu ook buiten Limburg serieus genomen gaan worden.

## Singles
Van dit album werden twee nummers uitgebracht als single. In mei 1993 werd Rowwen Hèze uitgebracht op cd- en 7"-single. In augustus van dat jaar volgde Ay yay yay.

## Nummers
| Nr. | Titel                          | Schrijver(s)                 | Duur |
| --- | ------------------------------ | ---------------------------- | ---- |
| 1.  | Ay yay yay                     | Pierre van Duijl, Jack Poels | 2:48 |
| 2.  | Altied op zeuk                 | Jack Poels                   | 2:31 |
| 3.  | Werme règen                    | Jack Poels                   | 4:04 |
| 4.  | Rowwen Hèze                    | Jack Poels                   | 3:39 |
| 5.  | De brug                        | Jack Poels                   | 3:02 |
| 6.  | De zwarte plak                 | Jack Poels                   | 3:59 |
| 7.  | Vul te lang gelijje            | Jack Poels                   | 3:02 |
| 8.  | Allemoal vur os (Jolie Louise) | Daniel Lanois, Jack Poels    | 2:28 |
| 9.  | Fanfaar                        | Jack Poels                   | 3:45 |
| 10. | Dichter bij ow                 | Jack Poels                   | 2:59 |
| 11. | De lamp ging oet               | Jack Poels                   | 3:03 |
| 12. | Merge wuurd ‘t bèter           | Jack Poels                   | 3:29 |
| 13. | Station America                | Jack Poels                   | 4:15 |